# Wprost
Wprost – polski tygodnik społeczno-polityczny wydawany od 1982, do 2000 w Poznaniu, następnie w Warszawie; od 2024 redaktorami zarządzającymi są: Szymon Krawiec i Bartosz Michalski. Ukazuje się w poniedziałek. W wersji papierowej wydawany do 30 marca 2020.
Od 1990 tygodnik publikuje listę 100 najbogatszych Polaków tygodnika „Wprost”, a od 1991 redakcja tygodnika przyznaje tytuł Człowieka Roku tygodnika „Wprost”.
Tygodnik kojarzony jest raczej z orientacją prawicową, choć publikowało i publikuje w nim wielu autorów, utożsamiających się z lewicą bądź centrum sceny politycznej (m.in. Magdalena Środa i Tomasz Nałęcz). Sam tygodnik określa się jako centrowy.

## Historia
Ukazuje się od 5 grudnia 1982 – najpierw jako tygodnik regionalny w Wielkopolsce, a od 1989 jako pismo ogólnopolskie. Redakcja początkowo mieściła się w Poznaniu, a w roku 2000 przeniosła się do Warszawy. Od 2010 wydawcą tygodnika „Wprost” jest PMPG Polskie Media (d. Platforma Mediowa Point Group). Pod koniec dekady 2001-2010 nakład wynosił ok. 178 tysięcy egzemplarzy.
Od początku transformacji systemowej (1989) „Wprost” popierał Aleksandra Gawronika, poznańskiego przedsiębiorcę i polityka, w zamian Gawronik kupował w tygodniku powierzchnię reklamową dla swoich przedsiębiorstw.
W 2014 tygodnik opublikował stenogramy prywatnych rozmów osób pełniących ważne funkcje publiczne, których treść została pozyskana z nielegalnych podsłuchów; publikacja treści rozmów doprowadziła do wybuchu tzw. afery podsłuchowej.
30 marca 2020 ukazał się ostatni numer tygodnika w formie drukowanej. PMPG Polskie Media, wydawca pisma, uzasadnił taką decyzję trudną sytuacją w gospodarce, będąca następstwem pandemii koronawirusa. Michał Maciej Lisiecki, większościowy akcjonariusz i wieloletni prezes spółki zaznaczył, że jest to również wynik od lat systematycznie spadającej liczby czytelników wersji drukowanej tygodnika i osoby w nim pracujące były już od dłuższego czasu do tego przygotowywane. W związku z tą decyzją zapowiedziano także grupowe zwolnienia w redakcji.

## Redakcja
Najdłużej obowiązki redaktora naczelnego Wprost pełnił Marek Król (1989–2006), do grudnia 2009 prezes i główny udziałowiec wydawnictwa. Od maja 2006 do stycznia 2007 tygodnikiem kierował Piotr Gabryel. Po jego odejściu stanowisko objął Stanisław Janecki. Po zakupie 80 proc. udziałów w spółce Agencja Wydawniczo-Reklamowa „Wprost” przez Platformę Mediową Point Group w końcu 2009, w lutym 2010 Janecki rozstał się z tygodnikiem, a p.o. redaktora naczelnego została Katarzyna Kozłowska. Tomasz Lis był redaktorem naczelnym pisma od maja 2010, a od lutego 2012 funkcję tę pełnił Michał Kobosko. Od stycznia 2013 do marca 2015 redaktorem naczelnym był Sylwester Latkowski, a następnie do sierpnia 2016 był nim Tomasz Wróblewski. Od sierpnia 2016 do sierpnia 2019 funkcję tę pełnił Jacek Pochłopień.
Pod patronatem tygodnika „Wprost” kapituła złożona z laureatów poprzednich edycji przyznaje coroczne Nagrody Kisiela. Sam tygodnik przyznaje tytuł Człowieka Roku tygodnika Wprost. „Wprost” publikuje także wiele cyklicznych rankingów, takich jak „Lista 100 najbogatszych Polaków”, „Lista 100 najbardziej wpływowych Polaków”, ranking firm innowacyjnych, ranking najlepiej zarabiających polskich pisarzy itp.
W latach 2013–2015 stałą kolumnę zatytułowaną „Bomba tygodnia” prowadziła Karolina Korwin Piotrowska. Piotrowska zerwała współpracę z „Wprost” po publikacji artykułu Kamil Durczok. Fakty po „Faktach” (nr 8 (1667)), którego autorami byli Sylwester Latkowski, Michał Majewski i Olga Wasilewska; artykuł dotyczył wydarzenia w prywatnym życiu Kamila Durczoka, ówczesnego redaktora naczelnego Faktów (TVN).

## Cytowalność
Według Instytutu Monitorowania Mediów, w 2012 tygodnik „Wprost” był najczęściej cytowanym przez inne media tygodnikiem i jednym z najczęściej cytowanych mediów w Polsce.

## Redaktorzy naczelni
1. Janusz Przybysz (1982–1983)
2. Waldemar Kosiński (1983–1989)
3. Marek Król (1989–2006)
4. Piotr Gabryel (2006–2007)
5. Stanisław Janecki (2007–2010)
6. Katarzyna Kozłowska (pełniąca obowiązki od lutego do maja 2010)[10][11]
7. Tomasz Lis (2010–2012)
8. Michał Kobosko (2012–2013)
9. Sylwester Latkowski (2013–2015)
10. Tomasz Wróblewski (2015–2016)
11. Jacek Pochłopień (2016-2019)[12]
12. Marcin Dzierżanowski (2019–2020)[13][14]
13. Robert Feluś (2021)[15]
14. Szymon Krawiec (2022), Natalia Rzewińska (2022-2024)[2][16]
15. Szymon Krawiec (2024), Bartosz Michalski (2024)[17]

## Stałe rubryki
- Skaner
- Społeczeństwo
- Polska
- Giełda
- Biznes – Ludzie – Pieniądze
- Know-how
- Nauka i Zdrowie
- Historia
- Bez granic
- Świat
- Pasaż
- Kultura i Styl
- Laser
- Organ Ludu

## Wprost Light
W okresie od 28 maja 2009 do października tegoż roku ukazywał się dwutygodnik „Wprost Light” o tematyce rozrywkowej, którego redaktorem naczelnym był Stanisław Janecki.